# Mimosa ostenii
Mimosa ostenii är en ärtväxtart som beskrevs av Wilhelm Guillermo Gustav o Franz Francis Herter. Mimosa ostenii ingår i släktet mimosor, och familjen ärtväxter. Inga underarter finns listade i Catalogue of Life.